# Solomon Islands Football Federation
Die Solomon Islands Football Federation ist der Aufsichtsrat des Fußballs auf den Salomonen. Sie wurde 1978 gegründet und wurde 1988 Mitglied der FIFA und der Oceania Football Confederation (OFC). Sie organisiert die Nationale Fußballliga und die Salomonische Fußballnationalmannschaft.
Die Salomonische Fußballnationalmannschaft schrieb Geschichte, als sie im Finale der Qualifikation zur Fußball-Weltmeisterschaft 2006 gegen Australien antraten. Vorher nahmen viele an, dass Neuseeland im Finale gegen Australien antreten würde, jedoch lagen die Salomonen nach der zweiten Qualifikationsrunde einen Punkt vor Neuseeland.
Dem Verband stehen jährlich etwa 66.000 Euro des OFCs und rund 165.000 Euro der FIFA zur Verfügung.
Die höchste Spielklasse der Männer ist die Telekom S-League.